# Tasso Fragoso
Tasso Fragoso is een gemeente in de Braziliaanse deelstaat Maranhão. De gemeente telt 6.890 inwoners (schatting 2009).